# Windows Fundamentals for Legacy PCs
Windows Fundamentals for Legacy PCs (zkratka WinFLP) je v informatice název operačního systému firmy Microsoft, který je založen na Windows XP Embedded a přizpůsoben pro starší, méně výkonný hardware. WinFLP není prodáván jako plnohodnotný operační systém, i když podporuje většinu základních funkcí, jako jsou oprávnění, správa počítače, práce s dokumenty i podpora .NET aplikací. WinFLP je cíleno jako prostředí pro klientskou část umožňující připojení ke vzdálené ploše pomocí RDP protokolu (tj. Citrix ICA server nebo Terminal Services v Microsoft Windows serverech).

## Historie
Windows Fundamentals for Legacy PCs byl původně uveden pod kódovými jmény „Eiger“ a „Mönch“ (jména hor ve švýcarských Alpách) v polovině roku 2005. Výrobní verze Windows Fundamentals for Legacy PCs byla vydána 8. června 2006.

## Technické specifikace
Microsoft Windows Fundamentals for Legacy PCs se považuje za operační systém, který na starším hardwaru poskytuje základní počítačové služby, ale na druhou stranu poskytuje základní funkce správy i pro Windows programy jako Windows Firewall, Group Policy, automatické aktualizace a další funkce správy. Nicméně, není považován za univerzální operační systém společnosti Microsoft.
Windows Fundamentals for Legacy PCs je obdoba Windows XP Embedded a jako takový je upravený pro starší počítače. Požaduje značně menší množství systémových prostředků, než plně funkční Windows XP. Je také vybaven základní sítí, rozšířenou periferní podporou, DirectX a schopností spustit vzdálenou plochu klienta z kompaktního disku. Kromě těchto aplikací nabízí i podporu pro vzdálené servery používající Remote Desktop Manager. Ta může být nainstalována na místním pevném disku nebo nakonfigurována na bezdiskovou stanici. Instalace Windows Fundamentals for Legacy PCs používá podobný instalační systém jako Windows Vista.

## Výhody
Kromě toho, že se Windows Fundamentals for Legacy PCs stará o lepší výkon starších počítačů, zvyšuje také rychlost startu, vylepšuje ochranu a reakci počítače. Lidé, kteří mají starší hardware, na kterém nelze spustit Windows XP, mají možnost používat bezpečnější verzi Windows než starší záplatované verze.

## Problémy a omezení
Windows Fundamentals for Legacy PCs (česky základní Windows pro starší počítače) jak už jméno napovídá, má méně vlastností než plná verze Windows XP. Například některé softwary jako je Outlook Express, nejdou spustit ani při instalaci plné verze. Z Windows Fundamentals for Legacy PCs byly vyloučeny i některé další systémové nástroje, je ale pravdou, že tyto služby běžný uživatel využívá jen zřídka a jsou obecně nahraditelné jinými zdarma stažitelnými nástroji (nebo soubory z plné verze XP). Kromě toho operační systém nezahrnuje plnou podporu pro připojení terminálu.

## Software
Windows Fundamentals for Legacy PCs obvykle neobsahuje aplikace jako Solitaire, další hry a malování, ale obsahuje kalkulačku, WordPad a poznámkový blok.

## Dostupnost
Windows Fundamentals for Legacy PCs je dostupný pro zákazníky Microsoft Software Assurance. Byl vytvořen jako levná novější možnost pro firmy, které mají mnoho počítačů se systémem Windows 9x, ale mají nedostatečně výkonný hardware pro podporu nejnovějších Windows. Není dostupný přes maloobchody nebo OEM kanály.
Pro Windows Fundamentals for Legacy PCs byl 7. října 2008 vydán Service Pack 3.